# Jurij Prytkow
Jurij Aleksandrowicz Prytkow (ros. Юрий Александрович Прытков; ur. 17 marca 1920, zm. 15 stycznia 2011) – radziecki reżyser filmów animowanych oraz animator.
Scenografem prawie wszystkich filmów Jurija Prytkowa była jego żona Tatjana Sazonowa. Po przejściu na emeryturę, wspólnie zajmowali się z ilustracjami do książek dla dzieci.
Pochowany na Cmentarzu Nowodziewiczym w Moskwie.

## Filmografia

### Reżyser
- 1962 «Небесная история»
- 1963 Milioner (Миллионер)
- 1964 «Кто виноват?»
- 1964 «Светлячок № 5»
- 1966 «Желтик»
- 1967 «Песенка мышонка»
- 1968 «Чуня»
- 1969 «В стране невыученных уроков»
- 1970 «Дядя Миша»
- 1971 «Алло! Вас слышу!»
- 1972 «Коля, Оля и Архимед»
- 1973 «Шапка-невидимка»
- 1974 Jak zając Szaraczek zaprzyjaźnił się ze źródełkiem (Заяц Коська и родничок)
- 1975 Żyli sobie Och i Ach (Ох и Ах)
- 1976 Bajka o leniuszku (Сказка про лень)
- 1977 Och i Ach wędrują w świat (Ох и Ах идут в поход)
- 1977 Zgubiony pieniążek (Пятачок)
- 1978-1980 «Наш друг Пишичитай (3 Выпуска)»
- 1981 Zając fachowiec (Так сойдёт)
- 1982 Leśny kwartet (Верное средство)
- 1982 Jak przyjaciel, to przyjaciel (Мой друг зонтик)
- 1984 «Про Фому и про Ерёму»
- 1986 «Трое на острове»
- 1987 Jak osiołek rozchorował się ze smutku (Как ослик грустью заболел)

### Asystent reżysera
- 1953 Bracia Lu (Братья Лю)
- 1954 «Опасная шалость»
- 1955 «Упрямое тесто»
- 1957 «Опять двойка»
- 1958 Piotruś i Czerwony Kapturek (Петя и Красная Шапочка)
- 1959 «Три дровосека»
- 1960 «Мурзилка на спутнике»
- 1961 «Дорогая копейка»
- 1962 «Только не сейчас»

### Аnimator
- 1949 «Часовые полей»
- 1950 Jak lisica budowała kurnik (Лиса-строитель)
- 1950 Jeleń i wilk (Олень и волк)
- 1951 «Друзья-товарищи»
- 1951 Leśni podróżnicy (Лесные путешественники)
- 1951 Opowieść z tajgi (Таёжная сказка)
- 1952 Sarmiko (Сармико)